# Panthera youngi
Panthera youngi – wymarły drapieżny ssak lądowy z grupy wielkich kotów (Pantherinae) nazywany chińskim lwem jaskiniowym. Przez część systematyków traktowany jako podgatunek współczesnego lwa (Panthera leo), a przez innych jako odrębny gatunek o cechach zbliżonych do prymitywnego tygrysa, a nawet lamparta.
Pojawił się w północno-wschodnich Chinach ok. 350 tys. lat temu. Łączy cechy europejskiego i amerykańskiego lwa jaskiniowego i może stanowić ogniwo pośrednie pomiędzy europejsko-amerykańską a indo-afrykańską linią lwów. 